# Месуд I
Масуд I или Месуд I (турски: Rükneddin Mesud, персијски: ركن الدین مسعود‎) био је султан Румског султаната од 1116. године до своје смрти 1156. године. 

## Биографија
Након пораза Масудовог оца Килиџ Арслана I од стране Ридвана од Алепа 1107. године, Месуд је изгубио право на престо у корист свога брата Малик Шаха. Уз помоћ Данишменда, Месуд осваја Конију и односи победу над Малик Шахом 1116. године. Потом га је ослепио и на крају погубио. Године 1130. Месуд је започео изградњу Аладинове џамије у Конији (градња завршена 1221. године). Пред крај своје владавине, Месуд се борио против европских крсташа у Другом крсташком рату. Постојале су две армије: немачка под Конрадом III и француска под Лујем VII. Месуд је поразио обе армије: немачку код Дорилеја у близини данашњег Ескишехира 1147. године, а француску код Лаодикеје близу данашњег Денизлија следеће године. Месуда је наследио његов син Килиџ Арслан II.